# Biri-Biri
«Biri-Biri» es una canción del dúo japonés Yoasobi. Fue lanzado como sencillo independiente en versión japonesa e inglesa el 18 de noviembre de 2023, a través de Sony Music Entertainment Japan, para conmemorar el primer aniversario de los lanzamientos de los videojuegos de rol Pokémon Scarlet y Violet en 2022.

## Antecedentes y lanzamiento
El 16 de noviembre de 2023, Yoasobi y los videojuegos de rol de The Pokémon Company, Pokémon Scarlet y Violet, anunciaron una colaboración para celebrar el primer aniversario de los juegos con una canción titulada "Biri-Biri", cuyo lanzamiento está previsto tanto en japonés como en inglés, esta última fue traducida por Konnie Aoki, simultáneamente el 18 de noviembre de 2023, misma fecha del primer aniversario de los juegos.

## Video musical
Un vídeo musical animado en 3D que acompaña a "Biri-Biri" se estrenó el 18 de noviembre de 2023, el mismo día del lanzamiento del sencillo, a las 22:00 JST. Dirigida por Ryō Sasaki, la imagen presenta a los personajes Nemona y Anna viajando y vinculándose con una variedad de Pokémon, incluidos Sprigatito, Fuecoco, Fidough y Gengar, además de su interacción. También muestra batallas Pokémon y a los dos montando juntos a Cyclizar y Koraidon. El vídeo musical en versión en inglés se subió más tarde, el 4 de diciembre.

## Lista de canciones
- Descarga digital y streaming

1. "Biri-Biri" – 3:07
2. "Biri-Biri" (versión en inglés) – 3:07